# Nesque
Die Nesque ist ein Fluss in Frankreich, der im Département Vaucluse in der Region Provence-Alpes-Côte d’Azur verläuft.

## Verlauf
Sie entspringt im Gemeindegebiet von Aurel, entwässert generell in südwestlicher Richtung durch den Regionalen Naturpark Mont-Ventoux und mündet nach rund 53 Kilometern im Gemeindegebiet von Pernes-les-Fontaines als rechter Nebenfluss in die Sorgue de Velleron, einem Nebenarm des Flusses Sorgue.

## Orte am Fluss
(in Fließreihenfolge)
- Sault
- Monieux
- Méthamis
- Venasque
- Saint-Didier
- Pernes-les-Fontaines

## Sehenswürdigkeiten
Besondere Bekanntheit hat der zeitweise trockene Oberlauf der Nesque durch die Gorges de la Nesque, eine bis zu 400 Meter tiefe Schlucht.

## Zuflüsse
Nachweisquelle
- Croc (26,1 km)
- Ruisseau de Buan (2,6 km)
- Vallon de Peissonnier (1,7 km)
- Vallat de Saume Morte (2,2 km)
- Combe de la Sône (2,6 km)
- Grand Vallat (1,6 km)
- Vallat des Barbéris (1,8 km)
- Ravin de Bouquet (1,3 km)
- Combe Dembarde (7,8 km)
- Vallat de Cartoux (3,5 km)
- Vallat de Coulombey (2,9 km)
- Ravin du Défend (1,3 km)
- Rieu (6,2 km)
- Riaille du Rouret (3,6 km)
- Riaille du Premier Pont (5,7 km)